# Cantiques du Serviteur
Ne doit pas être confondu avec Christ de pitié, Homme de douleurs ou Ecce homo.
Les Cantiques du Serviteur ou Chants du Serviteur, ou encore Poèmes du Serviteur, sont un ensemble de péricopes du Livre d'Isaïe. Il s'agit de quatre passages du « Deutéro-Isaïe » : 42:1-9, 49:1-7, 50:4-11 et 52:13 - 53:12. Ce Serviteur, appelé par YHWH à apporter la lumière aux « nations », est l'objet du mépris des hommes. L'unité de ces textes ainsi que l'identité du Serviteur soulèvent plusieurs questions en termes d'exégèse biblique, tant dans l'interprétation du judaïsme que dans celle du christianisme.

## Approche exégétique

### Présentation

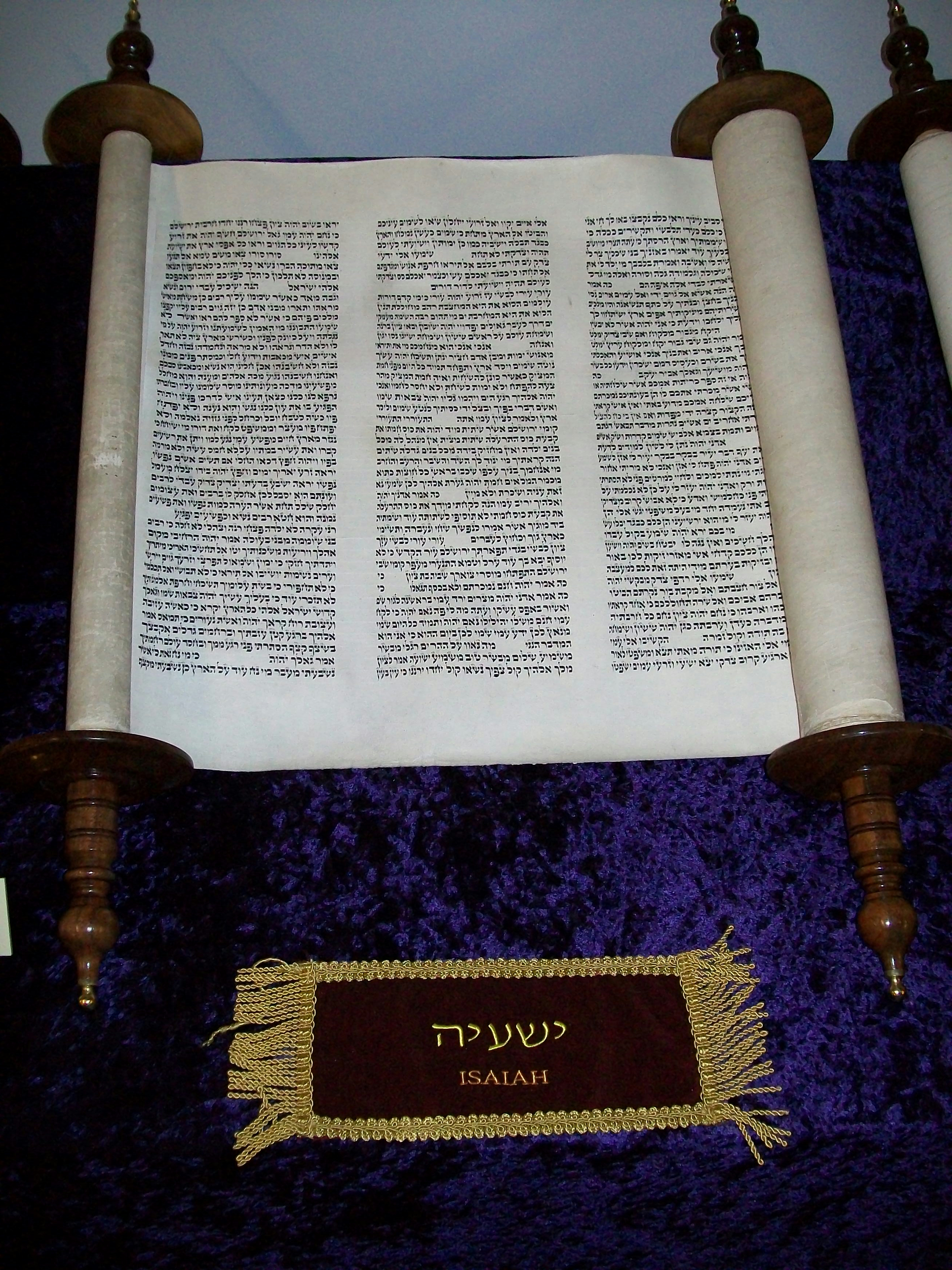
Rouleau du Livre d'Isaïe.

Le Deutéro-Isaïe (Es 40-55) comprend les quatre péricopes appelées Cantiques du Serviteur : Es 42,1-9, Es 49,1-7, Es 50,4-11 et Es 52,13 à Es 53,12. Selon la définition de Jacques Vermeylen, elles brossent le portrait d'un « homme admirable, qui en vient à accepter la souffrance et même la mort pour en sauver d'autres ».
Ces quatre textes de la Bible hébraïque revêtent une importance singulière pour le christianisme, qui voit dans le thème du « Serviteur souffrant » et de l'« Homme de douleurs » du chapitre 53 une préfiguration de la Passion de Jésus-Christ. Ils ont été étudiés par le bibliste luthérien Bernhard Duhm en 1892.

### Le bloc des quatre cantiques
L'ouvrage de Duhm est à l'origine de la théorie qui voit dans ce groupe de quatre péricopes l'évocation d'une seule personne, le Serviteur ; or cette hypothèse bouscule l'ordonnancement du livre et suppose que ces textes ont été introduits après la rédaction initiale. L'indépendance des quatre cantiques par rapport au Deutéro-Isaïe ne remporte pas l'adhésion de la totalité des chercheurs, dont certains observent que l'ensemble de cette longue section (Is 40-55) mentionne à plusieurs reprises un ou plusieurs serviteurs de YHWH. De surcroît, d'autres passages du Tanakh font état d'un tel serviteur, par exemple Jr 30:10-11, Jr 46:27-28, Ez 28:25, Ps 19:12-14...
Il est dès lors possible de s'interroger sur la pertinence du regroupement de ces quatre péricopes, dû à un type d'exégèse fondé sur une forme d'hypothèse documentaire qui considérait le Deutéro-Isaïe comme un « bloc à peu près homogène » tout en distinguant divers documents à l'origine de plusieurs livres bibliques, qui apparaissaient comme des compilations de fragments préexistants ; or cette optique a perdu de son évidence parmi les spécialistes. Il peut sembler plus logique d'envisager les quatre cantiques non plus comme une source isolée, antérieure à l'état définitif du texte, mais plutôt comme l'œuvre de plusieurs rédacteurs tardifs qui interprètent les oracles du Deutéro-Isaïe.

### L'identité du Serviteur
Cette difficulté est à mettre en parallèle avec la question de l'identité du Serviteur, présenté à la fois comme un roi et un prophète, ce qui ouvre la voie à plusieurs tentatives d'explication. Vermeylen discerne trois grandes tendances dans la recherche contemporaine. D'une part, le Serviteur pourrait être un individu, qu'il s'agisse du Messie, du Deuxième Isaïe lui-même ou d'un personnage historique (Moïse, David, Jérémie, Sédécias, Cyrus II...), voire d'un personnage imaginaire. D'autre part, le Serviteur pourrait incarner une collectivité, le peuple d'Israël, un groupe à l'intérieur de ce peuple ou encore l'Israël idéal. Enfin, rien ne permet d'exclure que le Serviteur soit un personnage différent d'un cantique à l'autre.

## Interprétation dans le judaïsme
Si le Deutéro-Isaïe, qui s'ouvre par l'invitation « Consolez, consolez mon peuple » (40:1), a reçu le nom de « Livre de la consolation d’Israël », les cantiques relient par deux fois (42:6 et 49:6) ce thème à la lumière qu'est censé apporter le Serviteur aux nations. Cette « lumière pour les nations » (אור לגויים, Or LaGoyim) est interprétée par Rachi comme un message divin adressé aux tribus d'Israël elles-mêmes, et non pas directement aux « nations » selon le sens traditionnel de l'herméneutique juive, c'est-à-dire les Gentils. En d'autres termes, la consolation du peuple d'Israël, Serviteur de Dieu, paraît ici indissociable de sa vocation messianique.

## Interprétation dans le christianisme

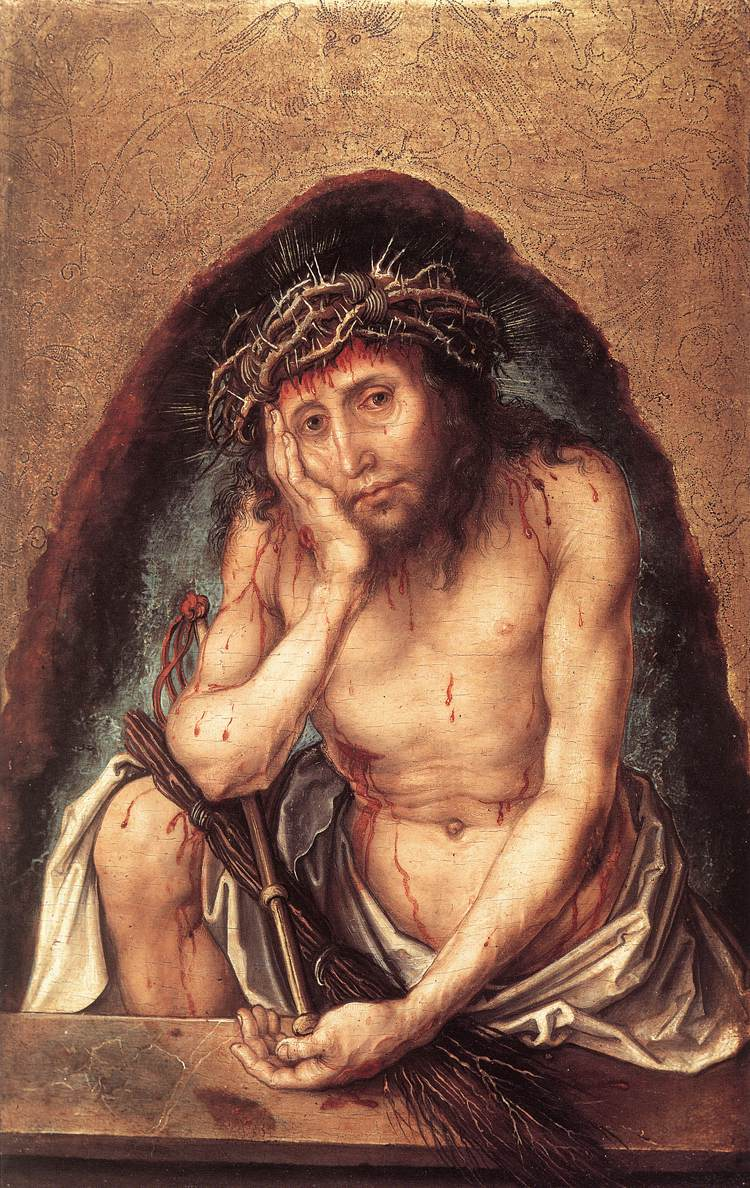
Albrecht Dürer, L'Homme de douleurs

Au-delà des ambiguïtés du texte, les quatre cantiques trouvent leur prolongement dans le Nouveau Testament, en particulier dans l'un des documents les plus anciens du christianisme primitif : la Première épître aux Corinthiens. C'est en 1Co 15,3-4 que Paul se réfère à Is 53. Dans ce passage qui énonce la « certitude fondamentale » de la foi chrétienne, l'apôtre insiste sur la conformité aux Écritures pour souligner l'accomplissement de la promesse. Quelques dizaines d'années plus tard, les quatre Évangiles canoniques reprennent à leur tour le thème du Serviteur souffrant et voient dans la Passion et la Résurrection de l'homme de douleurs la réalisation de la prophétie. L'Évangile selon Matthieu revendique à cet égard son  enracinement dans l'Ancien Testament en répétant presque mot pour mot, en Mt 12,16-21, les quatre versets initiaux du premier cantique (Is 42:1-4) dans une longue « citation d'accomplissement » précédée d'une exhortation au silence messianique. Il en va de même pour la Première épître de Pierre (1P 2,18-25), dont l'emprunt au Serviteur souffrant porte davantage sur la signification du malheur, individuel ou collectif.

## Texte biblique

### Isaïe 42:1-9
« Voici mon serviteur, que je soutiendrai,
mon élu, en qui mon âme prend plaisir.
J’ai mis mon esprit sur lui ;
il annoncera la justice aux nations.
Il ne criera point, il n’élèvera point la voix,
et ne la fera point entendre dans les rues.
Il ne brisera point le roseau cassé,
et il n’éteindra point la mèche qui brûle encore ;
il annoncera la justice selon la vérité.
Il ne se découragera point et ne se relâchera point,
jusqu’à ce qu’il ait établi la justice sur la terre,
et que les îles espèrent en sa loi.
Ainsi parle Dieu, l’Éternel,
qui a créé les cieux et qui les a déployés,
qui a étendu la terre et ses productions,
qui a donné la respiration à ceux qui la peuplent,
et le souffle à ceux qui y marchent.
Moi, l’Éternel, je t’ai appelé pour le salut,
et je te prendrai par la main,
je te garderai, et je t’établirai pour traiter alliance avec le peuple,
pour être la lumière des nations,
pour ouvrir les yeux des aveugles,
pour faire sortir de prison le captif,
et de leur cachot ceux qui habitent dans les ténèbres.
Je suis l’Éternel, c’est là mon nom ;
et je ne donnerai pas ma gloire à un autre,
ni mon honneur aux idoles.
Voici, les premières choses se sont accomplies,
et je vous en annonce de nouvelles ;
avant qu’elles arrivent, je vous les prédis. »

### Isaïe 49:1-7
« Îles, écoutez-moi !
Peuples lointains, soyez attentifs !
L’Éternel m’a appelé dès ma naissance,
il m’a nommé dès ma sortie des entrailles maternelles.
Il a rendu ma bouche semblable à un glaive tranchant,
il m’a couvert de l’ombre de sa main ;
il a fait de moi une flèche aiguë,
il m’a caché dans son carquois.
Et il m’a dit : Tu es mon serviteur,
Israël en qui je me glorifierai.
Et moi j’ai dit : C’est en vain que j’ai travaillé,
c’est pour le vide et le néant que j’ai consumé ma force ;
mais mon droit est auprès de l’Éternel,
et ma récompense auprès de mon Dieu.
Maintenant, l’Éternel parle,
lui qui m’a formé dès ma naissance
pour être son serviteur,
pour ramener à lui Jacob,
et Israël encore dispersé ;
car je suis honoré aux yeux de l’Éternel,
et mon Dieu est ma force.
Il dit : C’est peu que tu sois mon serviteur
pour relever les tribus de Jacob
et pour ramener les restes d’Israël :
je t’établis pour être la lumière des nations,
pour porter mon salut jusqu’aux extrémités de la terre.
Ainsi parle l’Éternel, le rédempteur, le Saint d’Israël,
à celui qu’on méprise, qui est en horreur au peuple,
à l’esclave des puissants :
des rois le verront, et ils se lèveront,
des princes, et ils se prosterneront,
à cause de l’Éternel, qui est fidèle,
du Saint d’Israël, qui t’a choisi. »

### Isaïe 50:4-11
« Le Seigneur, l’Éternel, m’a donné une langue exercée,
pour que je sache soutenir par la parole celui qui est abattu ;
il éveille, chaque matin, il éveille mon oreille,
pour que j’écoute comme écoutent des disciples.
Le Seigneur, l’Éternel, m’a ouvert l’oreille,
et je n’ai point résisté,
je ne me suis point retiré en arrière.
J’ai livré mon dos à ceux qui me frappaient,
et mes joues à ceux qui m’arrachaient la barbe ;
je n’ai pas dérobé mon visage
aux ignominies et aux crachats.
Mais le Seigneur, l’Éternel, m’a secouru ;
c’est pourquoi je n’ai point été déshonoré,
c’est pourquoi j’ai rendu mon visage semblable à un caillou,
sachant que je ne serais point confondu.
Celui qui me justifie est proche :
qui disputera contre moi ?
Comparaissons ensemble !
Qui est mon adversaire ?
Qu’il s’avance vers moi !
Voici, le Seigneur, l’Éternel, me secourra :
qui me condamnera ?
Voici, ils tomberont tous en lambeaux comme un vêtement,
la teigne les dévorera.
Quiconque parmi vous craint l’Éternel,
qu’il écoute la voix de son serviteur !
Quiconque marche dans l’obscurité et manque de lumière,
qu’il se confie dans le nom de l’Éternel,
et qu’il s’appuie sur son Dieu !
Voici, vous tous qui allumez un feu,
et qui êtes armés de torches,
allez au milieu de votre feu et de vos torches enflammées !
C’est par ma main que ces choses vous arriveront ;
vous vous coucherez dans la douleur. »

### Isaïe 52:13 à 53:12
« Voici que mon Serviteur prospérera ; il grandira, il sera exalté, souverainement élevé.
De même que beaucoup ont été dans la stupeur en le voyant, tant il était défiguré, son aspect n’étant plus celui d’un homme, ni son visage celui des enfants des hommes, 
ainsi il fera tressaillir des nations nombreuses. Devant lui les rois fermeront la bouche ; car ils verront ce qui ne leur avait pas été raconté, et ils apprendront ce qu’ils n’avaient pas entendu (52:13-15). »
« Qui a cru ce que nous avons entendu, et à qui le bras de l'Éternel a-t-il été révélé ?
Il s’est élevé devant lui comme un frêle arbrisseau ; comme un rejeton qui sort d’une terre desséchée ; il n’avait ni forme ni beauté pour attirer nos regards, ni apparence pour exciter notre amour.
Il était méprisé et abandonné des hommes, homme de douleurs et familier de la souffrance, comme un objet devant lequel on se voile la face ; en butte au mépris, nous n’en faisions aucun cas.
Vraiment c’était nos maladies qu’il portait, et nos douleurs dont il s’était chargé ; et nous, nous le regardions comme un puni, frappé de Dieu et humilié.
Mais lui, il a été transpercé à cause de nos péchés, broyé à cause de nos iniquités ; le châtiment qui nous donne la paix a été sur lui, et c’est par ses meurtrissures que nous sommes guéris.
Nous étions tous errants comme des brebis, chacun de nous suivait sa propre voie ; et l'Éternel a fait retomber sur lui l’iniquité de nous tous.
On le maltraite, et lui se soumet et n’ouvre pas la bouche, semblable à l’agneau qu’on mène à la tuerie, et à la brebis muette devant ceux qui la tondent ; il n’ouvre point la bouche.
Il a été enlevé par l’oppression et le jugement, et, parmi ses contemporains, qui a pensé qu’il était retranché de la terre des vivants, que la plaie le frappait à cause des péchés de mon peuple ?
On lui a donné son sépulcre avec les méchants, et dans sa mort il est avec le riche, alors qu’il n’a pas commis d’injustice, et qu’il n’y a pas de fraude dans sa bouche.
Il a plu à l'Éternel de le briser par la souffrance ; mais quand son âme aura offert le sacrifice expiatoire, il verra une postérité, il prolongera ses jours, et le dessein de l'Éternel prospérera dans ses mains.
À cause des souffrances de son âme, il verra et se rassasiera. Par sa connaissance le juste, mon Serviteur, justifiera beaucoup d’hommes, et lui-même se chargera de leurs iniquités.
C’est pourquoi je lui donnerai sa part parmi les grands ; il partagera le butin avec les forts. Parce qu’il a livré son âme à la mort et qu’il a été compté parmi les malfaiteurs ; et lui-même a porté la faute de beaucoup, et il intercédera pour les pécheurs (53:1-12). »

## Musique
Le quatrième cantique, traduit en anglais dans la Bible du roi Jacques, est repris par Haendel dans la deuxième partie de son oratorio Le Messie.

### En français
- Pierre Grelot, Les Poèmes du Serviteur - De la lecture critique à l'herméneutique, coll. « Lectio Divina » no 103, éditions du Cerf, Paris, 1981
- Thomas Kowalski, Les Oracles du serviteur souffrant et leur interprétation, coll. « Les cahiers de l'École cathédrale », Parole et Silence, 2003
- Thomas Römer, Jean-Daniel Macchi et Christophe Nihan (dir.), Introduction à l'Ancien Testament, Labor et Fides, 2009  (ISBN 978-2-8309-1368-2)
- Adrian Schenker, Douceur de Dieu et violence des hommes. Le quatrième chant du serviteur de Dieu et le Nouveau Testament, coll. Connaître la Bible, n° 29, Bruxelles, Lumen Vitae, 2002,  (ISBN 2-87324-186-1)
- Jacques Vermeylen (éd.), Le Livre d'Isaïe. Les oracles et leurs relectures. Utilité et complexité de l'ouvrage (coll. Bibliotheca Ephemeridum Theologicarum Lovaniensium, 81). 1989, 476 pages  (ISBN 90-6186-304-X)
- Jacques Vermeylen, Le Livre d'Isaïe, une cathédrale littéraire, coll. « Lectio Divina » no 264, Paris, éditions du Cerf, 2014

### Autres langues
- F. L. Cross (ed.), « Servant Songs », in The Oxford Dictionary of the Christian Church, Oxford University Press, 2005
- Morna Hooker, Jesus and the Servant : The Influence of the Servant Concept of Deutero-Isaiah in the New Testament, SPCK, Londres, 1959
- Bernd Janowski (de), Peter Stuhlmacher (en), The Suffering Servant : Isaiah 53 in Jewish and Christian Sources, Wm. B. Eerdmans Publishing, 2004, 520 pages